# Timo Hildebrand
Timo Hildebrand (* 5. dubna 1979 Worms) je bývalý německý fotbalový brankář a reprezentant. Kariéru ukončil v březnu 2016 ve věku 36 let.
Drží bundesligový rekord – po dobu 884 minut dokázal nedostat gól (v sezóně 2003/04).

## Klubová kariéra
Profesionální fotbal začal ve Stuttgartu, kde nakonec strávil osm let. Poté působil dva roky ve Valencii, druhou sezónu ve španělském klubu ale neodchytal ani jeden zápas. Následoval návrat do Hoffenheimu kde rovněž působil dvě sezóny. Od léta 2010 byl členem kádru Sportingu Lisabon, se kterým uzavřel kontrakt do 30. června 2011.
Poté se vrátil do Německa do klubu FC Schalke 04. 6. listopadu 2013 udělal hrubku proti anglickému týmu Chelsea FC v základní skupině Ligy mistrů, dopomohl k první brance Samuelu Eto'o, když podcenil jeho napadání a nastřelil jej, od kamerunského útočníka se pak míč odrazil do brány. Schalke prohrálo na Stamford Bridge 0:3. V sezóně 2014/15 chytal za Eintracht Frankfurt, poté s klubem rozvázal smlouvu. Přestup do zámořské ligy Major League Soccer mu zmařilo zranění. V březnu 2016 ve věku 36 let uončil profesionální kariéru.

## Reprezentační kariéra
Hildebrand reprezentoval Německo v mládežnických kategoriích včetně U21.
V A-mužstvu Německa debutoval 28. 4. 2004 v přátelském zápase v Bukurešťi proti domácí reprezentaci Rumunska (prohra 1:5). Celkem odchytal v letech 2004–2007 za německý národní tým sedm zápasů.
Jako třetí brankář se zúčastnil EURA 2004 v Portugalsku, Konfederačního poháru FIFA 2005 v Německu a MS 2006 v Německu.

## Úspěchy
Stuttgart
- Bundesliga
  - 1. místo (2006/07)
  - 2. místo (2002/03)
- DFB-Pokal
  - 2. místo (2006/07)

Německo
- Mistrovství světa
  - 3. místo (2006)
- Konfederační pohár
  - 3. místo (2005)